# Нойбойерн
Нойбойерн (нем. Neubeuern) — община в Германии, в земле Бавария. 
Подчиняется административному округу Верхняя Бавария. Входит в состав района Розенхайм.  Население составляет 4249 человек (на 31 декабря 2010 года). Занимает площадь 15,32 км².

## Фотографии

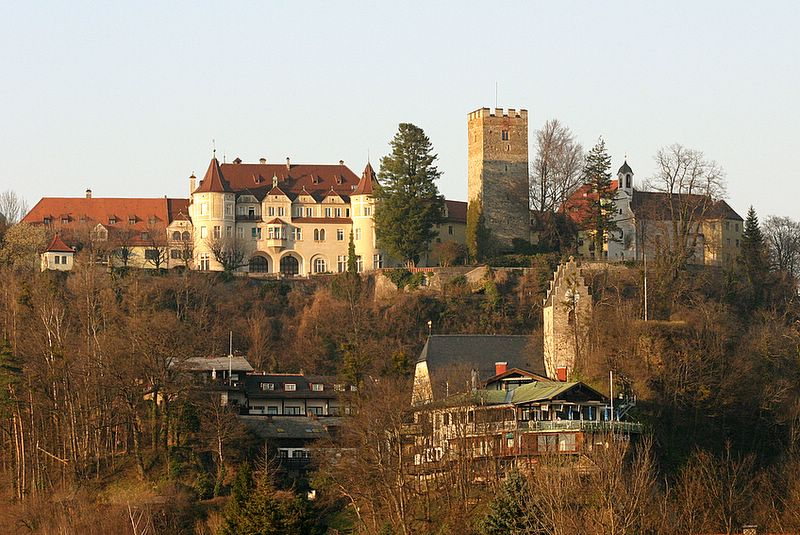
Замок
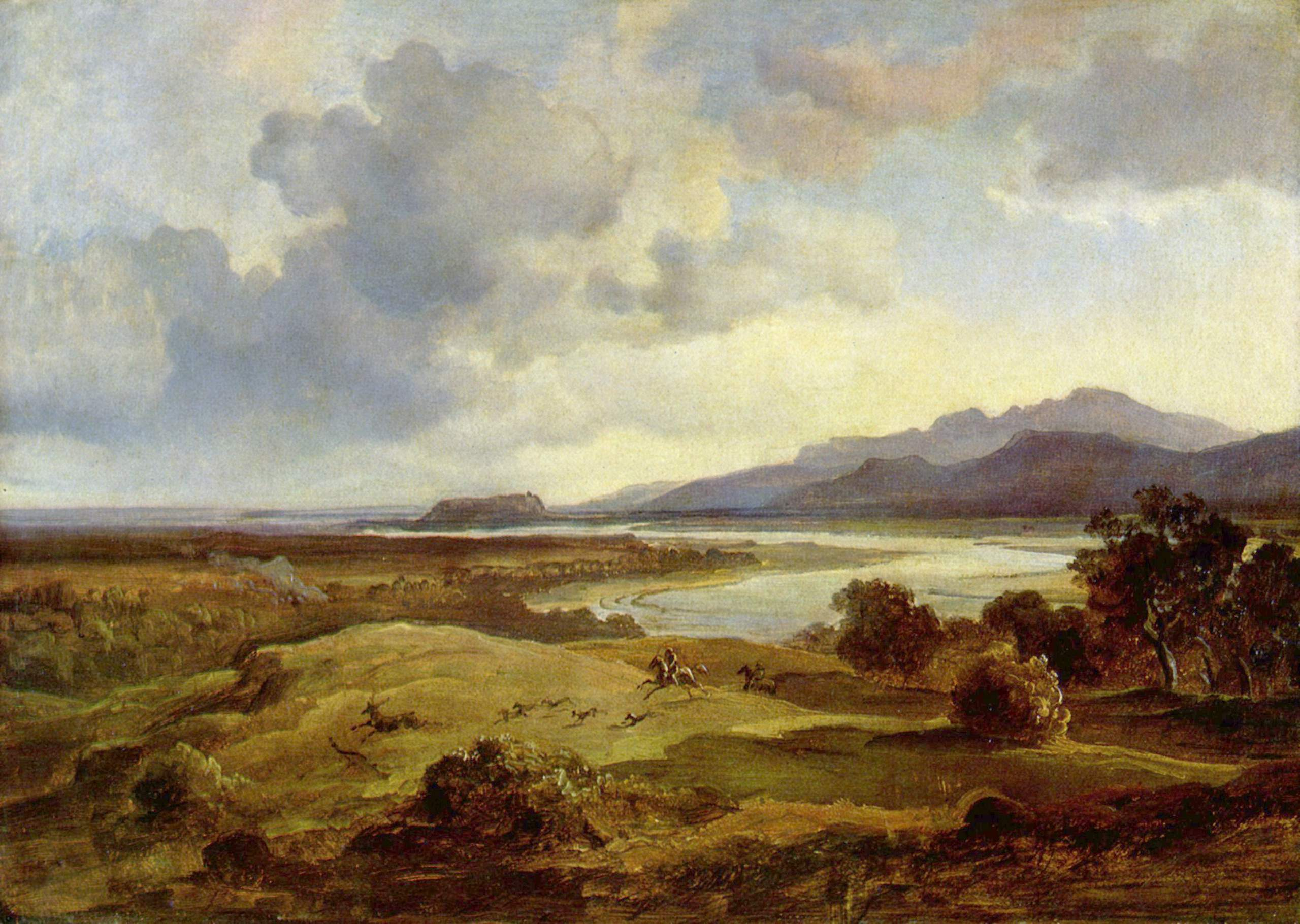
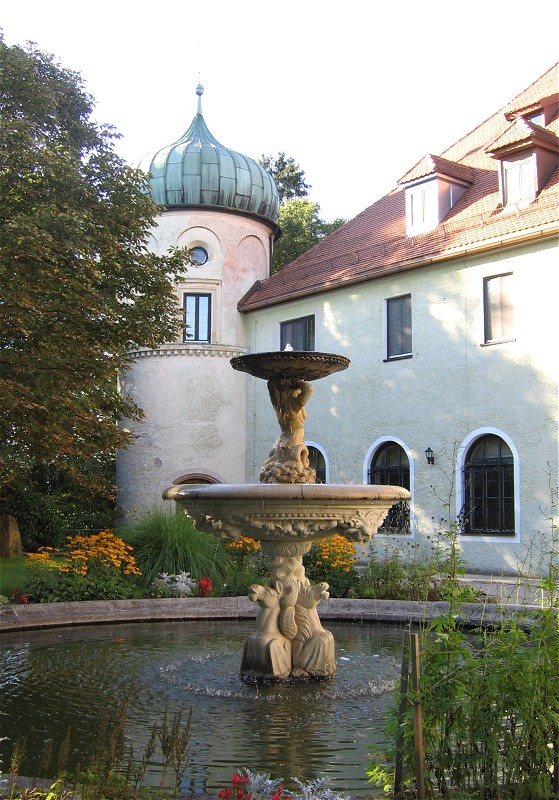
Замок
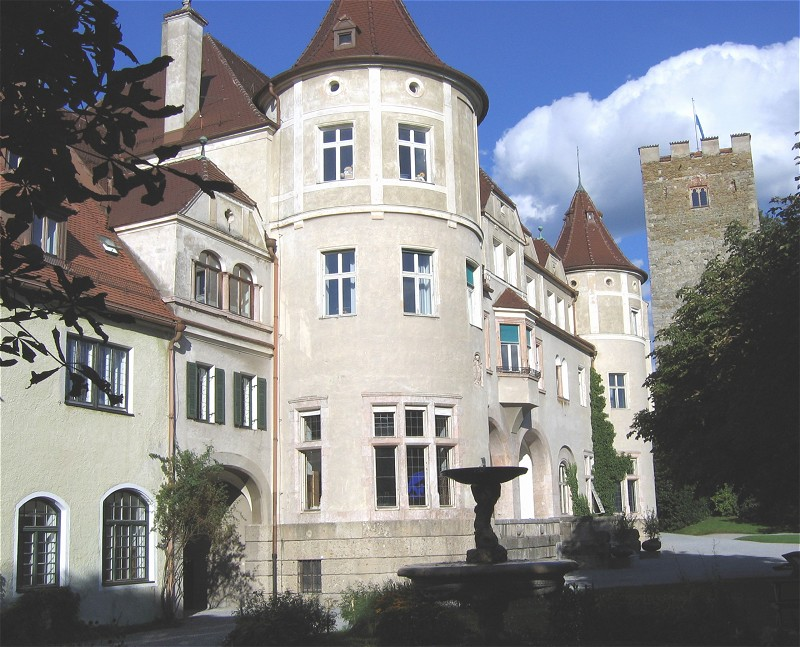
Замок